# Jeff Fisher (football américain)
Pour les articles homonymes, voir Jeff Fisher et Fisher.
(en) Statistiques sur pro-football-reference
Jeff Fisher, né le 25 février 1958 à Culver City en Californie, est un joueur de football américain devenu entraîneur en National Football League. Il est connu pour avoir été entraîneur principal de la franchise des Oilers de Houston, devenue Titans du Tennessee de 1994 à 2010. Il dirige également plusieurs saisons les Rams de Saint-Louis qui deviennent les Rams de Los Angeles.